# Calendario romano general
El Calendario romano general de la Iglesia católica es el calendario litúrgico que indica las fechas de celebración importantes dentro de la práctica religiosa católica, abarcando la conmemoración de los santos y los misterios de Jesús incluidos en el rito romano, en cualquier lugar donde se emplee el respectivo rito.

## Características generales
El calendario litúrgico incluye celebraciones que conmemoran la historia de la salvación a lo largo del año —lo que se conoce como el año litúrgico— así como aquellas que recuerdan y veneran a los santos, es decir, los santos y mártires incluidos en el martirologio romano. Estas celebraciones tienen una fecha fija anual, aunque algunas pueden variar año tras año, como el Bautismo de Cristo, celebrado en enero, o la fiesta de Cristo Rey, en noviembre. En muchos casos, estas variaciones están relacionadas con la Pascua, que organiza el año litúrgico y afecta directamente a las celebraciones de la Semana Santa, la cuaresma, el Miércoles de Ceniza y otras celebraciones dependientes de la fecha de Pascua, como Corpus Christi, Sagrado Corazón de Jesús y el Buen Pastor.
El año litúrgico, entendido como "camino a través del cual la Iglesia hace memoria del misterio pascual de Cristo y lo revive", se describe con mayor detalle en el artículo dedicado en Wikipedia.
El calendario establece tres tipos de celebraciones eclesiásticas: memoria, fiesta y solemnidad. Esta distinción determina la jerarquía de las celebraciones y, entre otros efectos, permite resolver conflictos cuando dos celebraciones coinciden el mismo día, aplicando la tabla de precedencia de los días litúrgicos.
Las solemnidades se cuentan entre las celebraciones litúrgicas más importantes, comenzando la tarde anterior con las primeras vísperas y, en ciertos casos, con una Misa de Vigilia propia. Las fiestas se celebran dentro del día natural y solo tienen primeras vísperas cuando son fiestas del Señor que caen en domingo durante el tiempo ordinario o el tiempo de Navidad, reemplazando entonces la liturgia del domingo. Las memorias pueden ser obligatorias o libres (facultativas), y su observancia se combina con la feria correspondiente.
Es excepcional la celebración del 2 de noviembre, la conmemoración de todos los fieles difuntos, en la que, si coincide con un domingo, la misa correspondiente es la de los difuntos, aunque la Liturgia de las horas permanece como la del domingo.
La última revisión fundamental al calendario general fue realizada en 1969 y promulgada por el papa Pablo VI, en el documento Mysterii Paschalis. Las normas y el contenido del calendario general se publicaron en el libro Calendarium Romanum el mismo año.
El calendario romano general permite que los calendarios particulares de las diócesis puedan ajustar ciertas celebraciones en función del país (por ejemplo, el santo patrón nacional), la diócesis (incluida Roma), el lugar, la iglesia o el instituto religioso (que pueden dar prioridad a los santos propios de su instituto).

## Forma concreta anual
La forma anual del Calendario romano general se determina no solo por las fechas fijas de las celebraciones de santos y misterios, como la Navidad, sino también por la combinación de estas fechas con el ciclo semanal. Por ejemplo, en general se omiten las celebraciones de fecha fija que caen en domingo, y algunas celebraciones, como la solemnidad de Cristo Rey, están vinculadas a un día específico de la semana.
Además, ciertas celebraciones varían en función de la Pascua, como las de Cuaresma y el Tiempo de Pascua. Como la Pascua siempre se celebra en domingo, estas fechas también dependen del ciclo semanal: por ejemplo, la solemnidad de la Santísima Trinidad, 56 días después de Pascua, siempre cae el domingo posterior a Pentecostés, y la del Sagrado Corazón de Jesús, 68 días después de Pascua, ocurre siempre el viernes siguiente a Corpus Christi.
Cuando los diversos ciclos asignan varias celebraciones al mismo día, se prioriza la celebración de mayor rango según la Tabla de los días litúrgicos, siguiendo las Normas universales sobre el año litúrgico y el calendario.

## Calendario romano general actual
Los datos indicados corresponden a los promulgados por el papa Pablo VI en el motu proprio Mysterii Paschalis del 14 de febrero de 1969 y contenidos en el libro Calendarium Romanum publicado el mismo año por la Santa Sede. Con las actualizaciones realizadas por la Santa Sede, como la elevación de la celebración de María Magdalena al rango de "fiesta".
Las ediciones vernáculas del Missale Romanum, como la de 2002, pueden reflejar el calendario general y adaptaciones para el calendario particular de la región o país para el cual se preparan.

### Enero
- 1. Día octavo de Navidad. Santa María, Madre de Dios – Solemnidad
- 2. Santos Basilio el Grande y Gregorio de Nacianzo, obispos y doctores de la Iglesia – Memoria
- 3. Santísimo Nombre de Jesús
- 6 (o, donde la Epifanía no es día de precepto, domingo después del 1 de enero). Epifanía del Señor – Solemnidad
- 7. San Raimundo de Peñafort. Presbítero
- 13. San Hilario, Obispo y Doctor de la Iglesia – Memoria
- 17. San Antonio, abad – Memoria
- 20. San Fabián, Papa y Mártir, o San Sebastián, Mártir
- 21. Santa Inés, Virgen y Mártir – Memoria
- 22. San Vicente, Diácono y Mártir
- 24. San Francisco de Sales, Obispo y Doctor de la Iglesia – Memoria
- 25. Conversión de San Pablo, Apóstol – Fiesta
- 26. Santos Timoteo y Tito, Obispos – Memoria
- 27. Santa Angela Merici, Virgen – Memoria
- 28. Santo Tomás de Aquino, Presbítero y Doctor de la Iglesia – Memoria
- 31. San Juan Bosco, Presbítero – Memoria
- Domingo después del 6 de enero (o el lunes siguiente si la Epifanía es el 7 o 8 de enero): Bautismo del Señor – Fiesta

### Febrero
- 2. Presentación del Señor – Fiesta
- 3. San Blas, Obispo y Mártir, o San Óscar/Anscario, Obispo
- 5. Santa Águeda (o Ágata), Virgen y Mártir – Memoria
- 6. Santos Pablo Miki y compañeros, Mártires – Memoria
- 8. San Jerónimo Emiliani, Presbítero, o Santa Josefina Bakhita, Virgen – Memoria
- 10. Santa Escolástica, Virgen – Memoria
- 11. Nuestra Señora de Lourdes – Memoria
- 14. Santos Cirilo, Monje, y Metodio, Obispo – Memoria
- 17. Santos Siete Fundadores de la Orden de los Servitas – Memoria
- 21. San Pedro Damián, Obispo y Doctor de la Iglesia – Memoria
- 22. Cátedra de San Pedro, Apóstol – Fiesta
- 23. San Policarpo, Obispo y Mártir – Memoria
- 27. San Gregorio de Narek, abad y doctor de la Iglesia – Memoria

### Marzo
- 4. San Casimiro – Memoria
- 7. Santas Perpetua y Felicidad, Mártires – Memoria
- 8. San Juan de Dios, Religioso – Memoria
- 9. Santa Francisca Romana, Religiosa – Memoria
- 17. San Patricio, Obispo
- 18. San Cirilo de Jerusalén, Obispo y Doctor de la Iglesia – Memoria
- 19. San José, esposo de la Santísima Virgen María – Solemnidad
- 23. San Toribio de Mogrovejo, Obispo – Memoria
- 25. Anunciación del Señor – Solemnidad

### Abril
- 2. San Francisco de Paula, ermitaño
- 4. San Isidoro, Obispo y Doctor de la Iglesia – Memoria
- 5. San Vicente Ferrer, Presbítero – Memoria
- 7. San Juan Bautista de La Salle, presbítero – Memoria
- 11. San Estanislao, Obispo y Mártir – Memoria
- 13. San Martín I, Papa y Mártir
- 21. San Anselmo, Obispo y Doctor de la Iglesia – Memoria
- 23. San Jorge, mártir, o San Adalberto de Praga, Obispo y Mártir – Memoria
- 24. San Fidel de Sigmaringa, Presbítero y Mártir
- 25. San Marcos el Evangelista – Fiesta
- 28. San Pedro Chanel, Presbítero y Mártir, o San Luis María Grignion de Montfort, Presbítero – Memoria
- 29. Santa Catalina de Siena, Virgen y Doctora de la Iglesia – Memoria
- 30. San Pío V, Papa – Memoria
- Domingo de Ramos, domingo antes de Pascua – Solemnidad
- Jueves Santo, Última Cena del Señor – Solemnidad
- Viernes Santo, Pasión y muerte del Señor – Solemnidad
- Sábado Santo, Vigilia pascual – Solemnidad
- Domingo de Pascua – Solemnidad

### Mayo
- 1. San José Obrero – Memoria
- 2. San Atanasio, Obispo y Doctor de la Iglesia – Memoria
- 10. San Juan de Ávila, presbítero y doctor de la Iglesia – Memoria
- 12. Santos Nereo y Aquileo, Mártires, o San Pancracio, Mártir
- 13. Nuestra Señora de Fátima – Memoria
- 14. San Matías, Apóstol – Fiesta
- 18. San Juan I, Papa y Mártir
- 20. San Bernardino de Siena, Presbítero – Memoria
- 21. Santos Cristóbal Magallanes y compañeros, Mártires – Memoria
- 22. Santa Rita de Casia, Religiosa – Memoria
- 24. María Auxiliadora
- 25. San Beda el Venerable, Presbítero y Doctor de la Iglesia, o San Gregorio VII, Papa, o Santa María Magdalena de Pazzi, Virgen
- 26. San Felipe Neri, Presbítero – Memoria
- 27. San Agustín de Canterbury, Obispo
- 29. San Pablo VI, Papa
- 31. Visitación de la Santísima Virgen María – Fiesta
- Jueves 40 días después de Domingo de Resurrección: Ascensión del Señor – Solemnidad
- Domingo 50 días después de Domingo de Resurrección: Pentecostés – Solemnidad
- Lunes después de Pentecostés: María madre de la Iglesia – Memoria[13]
- Domingo después de Pentecostés: Santísima Trinidad – Solemnidad
- Jueves después de la Santísima Trinidad: Corpus Christi – Solemnidad. Donde no es día de precepto se celebra el domingo siguiente.

### Junio
- 1. San Justino, Mártir – Memoria
- 2. Santos Marcelino y Pedro, Mártires
- 3. Santos Carlos Luanga y compañeros, Mártires – Memoria
- 5. San Bonifacio, Obispo y Mártir
- 6. San Norberto, Obispo
- 9. San Efrén, Diácono y Doctor de la Iglesia
- 11. San Bernabé, Apóstol – Fiesta
- 13. San Antonio de Padua, Presbítero y Doctor de la Iglesia – Memoria
- 19. San Romualdo, abad
- 21. San Luis Gonzaga, Religioso – Memoria
- 22. San Paulino de Nola, Obispo, o Santos Juan Fisher, Obispo y Mártir, y Tomás Moro, Mártir
- 24. Natividad de San Juan Bautista – Solemnidad
- 27. San Cirilo de Alejandría, Obispo y Doctor de la Iglesia
- 28. San Ireneo, Obispo y Doctor de la Iglesia – Memoria
- 29. Santos Pedro y Pablo, Apóstoles – Solemnidad
- 30. Santos Primeros Mártires de la Iglesia de Roma
- Viernes que sigue el segundo domingo después de Pentecostés. Sagrado Corazón de Jesús – Solemnidad
- Sábado que sigue el segundo domingo después de Pentecostés: Inmaculado Corazón de María – Memoria[14]

### Julio
- 3. Santo Tomás el Apóstol – Fiesta
- 4. Santa Isabel de Portugal
- 5. San Antonio María Zaccaria, Presbítero
- 6. Santa María Goretti, Virgen y Mártir
- 9. Santos Agustín Zhao Rong y compañeros, Mártires
- 11. San Benito, abad – Memoria
- 13. San Enrique
- 14. San Camilo de Lellis, Presbítero
- 15. San Buenaventura, Obispo y Doctor de la Iglesia
- 16. Nuestra Señora del Carmen.
- 20. San Apolinar, Obispo y Mártir
- 21. San Lorenzo de Brindisi, Presbítero y Doctor de la Iglesia
- 22. Santa María Magdalena – Fiesta
- 23. Santa Brígida de Suecia, Religiosa
- 24. San Chárbel Makhlouf, Ermitaño
- 25. Santiago, apóstol – Fiesta
- 26. Santos Joaquín y Ana, padres de la Santísima Virgen María. – Memoria
- 29. Santos Marta, María y Lázaro – Memoria
- 30. San Pedro Crisólogo, Obispo y Doctor de la Iglesia
- 31. San Ignacio de Loyola, Presbítero – Memoria

### Agosto
- 1. San Alfonso María de Ligorio, Obispo y Doctor de la Iglesia – Memoria
- 2. San Eusebio de Vercelli, Obispo, o San Pierre-Julien Eymard, Presbítero
- 4. San Juan María Vianney, Presbítero – Memoria
- 5. Dedicación de la Basílica de Santa María
- 6. Transfiguración del Señor – Fiesta
- 7. Santos Sixto II, Papa, y compañeros o San Cayetano, Presbítero
- 8. Santo Domingo, Presbítero – Memoria
- 9. Santa Teresa Benedicta de la Cruz, Virgen y Mártir
- 10. San Lorenzo, Diácono y Mártir – Fiesta
- 11. Santa Clara, Virgen – Memoria
- 12. Santa Juana Francisca de Chantal, Religiosa
- 13. Santos Ponciano, papa, y Hipólito, Presbítero, Mártires
- 14. San Maximiliano María Kolbe, Presbítero y Mártir – Memoria
- 15. Asunción de la Santísima Virgen María – Solemnidad
- 16. San Esteban de Hungría
- 19. San Juan Eudes, Presbítero
- 20. San Bernardo, abad y doctor de la Iglesia – Memoria
- 21. San Pío X, Papa – Memoria
- 22. Bienaventurada María Virgen Reina – Memoria
- 23. Santa Rosa de Lima, Virgen
- 24. San Bartolomé, apóstol – Fiesta
- 25. San Luis o San José de Calasanz, Presbítero
- 27. Santa Mónica – Memoria
- 28. San Agustín, Obispo y Doctor de la Iglesia – Memoria
- 29. Martirio de San Juan Bautista – Memoria

### Septiembre
- 3. San Gregorio Magno, Papa y Doctor de la Iglesia – Memoria
- 5. Santa Teresa de Calcuta, Virgen - Memoria[15]
- 8. Natividad de la Bienaventurada Virgen María – Fiesta
- 9. San Pedro Claver, Presbítero
- 10. Virgen de las Maravillas - Fiesta
- 12. Santísimo Nombre de la Bienaventurada Virgen María
- 13. San Juan Crisóstomo, Obispo y Doctor de la Iglesia – Memoria
- 14. Exaltación de la Santa Cruz – Fiesta
- 15. Nuestra Señora de los Dolores – Memoria
- 16. Santos Cornelio, Papa, y Cipriano, Obispo, Mártires – Memoria
- 17. Santos Roberto Belarmino y Hildegarda de Bingen, Doctores de la Iglesia
- 19. San Jenaro, Obispo y Mártir
- 20. Santos Andrés Kim Taegon, Presbítero, Pablo Chong Hasang y compañeros, Mártires – Memoria
- 21. San Mateo, apóstol y evangelista – Fiesta
- 23. San Pío de Pietrelcina, presbítero – memoria
- 26. Santos Cosme y Damián, Mártires
- 27. San Vicente de Paúl, presbítero – Memoria
- 28. San Venceslao, Mártir, o Santos Lorenzo Ruiz y compañeros, Mártires
- 29. Santos Miguel, Gabriel y Rafael, Arcángeles – Fiesta
- 30. San Jerónimo, Presbítero y Doctor de la Iglesia – Memoria

### Octubre
- 1. Santa Teresa del Niño Jesús, Virgen y Doctora de la Iglesia  – Memoria
- 2. Santos Ángeles Custodios – Memoria
- 4. San Francisco de Asís – Memoria
- 5. Santa Faustina Kowalska, Virgen - Memoria
- 6. San Bruno, Presbítero
- 7. Nuestra Señora del Rosario – Memoria
- 9. Santos Dionisio y compañeros, Mártires, o San Juan Leonardi, Presbítero
- 11. San Juan XXIII, Papa
- 14. San Calixto I, Papa y Mártir
- 15. Santa Teresa de Jesús, Virgen y Doctora de la Iglesia – Memoria
- 16. Santa Eduviges, Religiosa, o Santa Margarita María Alacoque, Virgen
- 17. San Ignacio de Antioquía, Obispo y Mártir – Memoria
- 18. San Lucas, Evangelista – Fiesta
- 19. Santos Juan de Brébeuf, Isaac Jogues, Presbíteros y Mártires, y compañeros o San Pablo de la Cruz, Presbítero
- 21. Santa Laura de Jesús, Virgen
- 22. San Juan Pablo II, Papa
- 23. San Juan Capistrano, Presbítero
- 25. San Antonio María Claret, Obispo
- 28. Santos Simón y Judas, Apóstoles – Fiesta

### Noviembre
- 1. Todos los Santos – Solemnidad
- 2. Conmemoración de Todos los Difuntos
- 3. San  Martín de Porres, Religioso
- 4. San Carlos Borromeo, Obispo – Memoria
- 9. Dedicación de la Basílica de Letrán – Fiesta
- 10. San León el Magno, Papa y Doctor de la Iglesia – Memoria
- 11. San Martín de Tours, Obispo – Memoria
- 12. San Josafat, Obispo y Mártir
- 15, San Alberto Magno, Obispo y Doctor de la Iglesia
- 16. Santa Margarita de Escocia o Santa Gertrudis, Virgen
- 17. Santa Isabel de Hungría, Religiosa – Memoria
- 18. Dedicación de las Basílicas de los Santos Pedro y Pablo, Apóstoles
- 21. Presentación de la Santísima Virgen María – Memoria
- 22. Santa Cecilia, Virgen y Mártir – Memoria
- 23. San Clemente I, Papa, o San Columbano, abad
- 24. Santos Andrés Dung-Lac y compañeros, Mártires – Memoria
- 25. Santa Catalina de Alejandría, Virgen y Mártir
- 30 San Andrés, Apóstol – Fiesta
- Último domingo del Tiempo ordinario (último antes del 27 de noviembre). Nuestro Señor Jesucristo, Rey del Universo – Solemnidad

### Diciembre
- 3. San Francisco Javier, Presbítero – Memoria
- 4. San Juan Damasceno, Presbítero y Doctor de la Iglesia - Memoria
- 6. San Nicolás, Obispo
- 7. San Ambrosio, Obispo y Doctor de la Iglesia – Memoria
- 8. Inmaculada Concepción de la Santísima Virgen María – Solemnidad
- 9. San Juan Diego
- 10. Bienaventurada Virgen María de Loreto
- 11. San Dámaso I, Papa
- 12. Nuestra Señora de Guadalupe
- 13. Santa Lucía, Virgen y Mártir - Memoria
- 14. San Juan de la Cruz, Presbítero y Doctor de la Iglesia - Memoria
- 21. San Pedro Canisio, Presbítero y Doctor de la Iglesia
- 23. San Juan Cancio, Presbítero
- 25. Natividad del Señor – Solemnidad
- 26. San Esteban, el Primer mártir – Fiesta
- 27. San Juan, Apóstol y Evangelista – Fiesta
- 28. Santos Inocentes, Mártires – Fiesta
- 29. Santo Tomás Becket, Obispo y Mártir
- 31. San Silvestre I, Papa
- Domingo en la octava de Navidad, si no hay, el 30 de diciembre. Sagrada Familia de Jesús, María y José – Fiesta